# Африканська черв'яга
Африканська черв'яга (Scolecomorphus) — рід земноводних родини Африканські черв'яги ряду Безногі земноводні. Має 3 види.

## Опис
Загальна довжина представників цього роду коливається від 14,1 до 46,3 см. Спостерігається статевий диморфізм: самиці більші за самців. За своєю будовою й забарвленням є типовим представником своєї родини.

## Спосіб життя
Полюбляють тропічні та субтропічні вологі ліси, гірську місцину. Значний час проводять у ґрунті, проте можуть з'являтися на поверхні у похмуру погоду. Живляться різними жуками та членистоногими.
Це живородні амфібії.

## Розповсюдження
Мешкають у південному Малаві та Танзанії (Африка).

## Види
- Scolecomorphus kirkii
- Scolecomorphus uluguruensis
- Scolecomorphus vittatus